# Oscar (Mythologie)
Oscar ['oskar] (altirisch oscara, „Der den Hirsch liebt“) ist in der keltischen Mythologie Irlands der Sohn von Oisín und der Enkel von Fionn mac Cumhail. Seine Mutter ist die Elfe Niamh. Eine andere Bedeutung des Namens könnte man vom mittelirischen Wort oscar herleiten, das so viel wie „Neuankömmling“, „Fremder“, „Feind“ bedeutet, jedoch ist aus der Legende die Bedeutung „Der den Hirsch liebt“ die wahrscheinlichere.

## Mythologie
Oscars Großvater Fionn, dessen Jugendname Demne („Hirsch“) war, zeugte mit einer in eine Hinde (Hirschkuh) verwandelten Elfenprinzessin seinen Sohn Oisín („Hirschlein“), dieser wurde dann der Vater von Oscar. Birkhan vermutet in dieser Familiengeschichte einen Anklang auf ehemalige totemistische Vorstellungen.
Oscar und sein Vater waren Mitglieder der Fianna, des Jungkriegerbundes, als Fionn deren Anführer war. In der Sage Diarmuid und Gráinne gibt es ein schweres Zerwürfnis zwischen Oscar und Fionn, als dieser sich weigert, dem tödlich verwundeten Diarmuid Hilfe zu leisten. Nur Oisín kann verhindern, dass Oscar seinem Großvater den Kopf abschlägt. Nach Fionns Tod übernahm dann Oscar die Führung der Fianna. In der Erzählung Cath Gabhra („Die Schlacht von Gabhra“) wird vom Tode Oscars und der Vernichtung der Fianna durch den Hochkönig Cairbre Lifechair berichtet. Oscar erschlägt Cairbre, stirbt allerdings ebenfalls an seinen Verletzungen. In einer Version der Sage ist auch Fionn noch unter den Kämpfern. Der Schlachtort soll entweder  bei Garristown (County Dublin) oder bei Gabhra (County Meath) gelegen haben.
In den sagenhaften Gesprächen zwischen Mitgliedern der Fianna und dem heiligen Patrick von Irland, überliefert in der Rahmen-Erzählung Acallam na Senórach („Das Gespräch der Männer aus der alten Zeit“) aus dem 12. Jahrhundert wird berichtet, wie der heilige Patrick einigen lange verstorbenen Männern der Fianna begegnet und von ihnen auf einer Reise durch Irland unter anderem auch etwas über die Schlacht von Gabhra erfährt.

## Oscar im„Ossian“
Der Schotte James Macpherson schrieb die angeblichen Erzählungen Ossians nieder, in denen auch Oscar (Oskar) und seine Braut Malvina eine wichtige Rolle spielen, und gab das Epos als Fund aus der keltischen Vorzeit aus. Oscar ist der Sohn des greisen und blinden Dichters Ossian und der Enkel von Fingal. Oscar wird durch den Usurpator Cairbar in einem Zweikampf getötet, bei dem auch Cairbar stirbt.
„Ard thou fallen, O Oscar! In the midst of thy course? the heart of the aged beats over thee!“
(Bist du gefallen, o Oscar! Mitten in deinem Lebenslauf? Die Herzen der Alten schlagen deswegen!)